# نيك ميلر (لاعب كرة قدم أمريكية)
نيك ميلر (بالإنجليزية: Nick Miller)‏ هو لاعب كرة قدم أمريكية أمريكي، ولد في 29 مارس 1987 في أريزونا في الولايات المتحدة.

## وصلات خارجية
- نيك ميلر على موقع مرجع كرة القدم المحترفة.كوم (الإنجليزية)